# Andrzej Tomaszewicz (ekonomista)
Andrzej Tomaszewicz (ur. 17 kwietnia 1938 w Bydgoszczy, zm. 29 kwietnia 1991 w Łodzi) – polski ekonomista, statystyk, programista, profesor Uniwersytetu Łódzkiego (UŁ).
Pochodził z rodziny inteligenckiej – ojciec Mikołaj był technikiem, a matka Waleria z domu Spłocharska była nauczycielką. W czasie wojny, w 1941, gdy miał 3 lata, stracił ojca i matka z nim i jego bratem przeniosła się do Generalnego Gubernatorstwa (początkowo do Warszawy, a po powstaniu do Radomia).

## Nauka, studia
W Radomiu uczęszczał do szkoły podstawowej i średniej (świadectwo dojrzałości otrzymał w Technikum Finansowym), i następnie w 1953 rozpoczął studia na Wydziale Finansów i Statystyki Szkoły Głównej Planowania i Statystyki (SGPiS) w Warszawie.
Po przeniesieniu się do Łodzi w 1960 rozpoczął studia na Wydziale Matematyki, Fizyki i Chemii UŁ, które ukończył w 1965.
W 1971 na podstawie dysertacji pt. Stochastyczna struktura modeli popytu konsumpcyjnego, napisanej pod kierunkiem prof. Władysława Welfe, uzyskał w UŁ stopień doktora.
W latach 1974–1975 odbył roczny staż naukowo-dydaktyczny w University of North Carolina, Chapel Hill N.C. w USA.
W 1985 przedstawił rozprawę habilitacyjną nt. Jednorównaniowe modele ekonometryczne przy nieklasycznych założeniach.
W 1986 został docentem, w 1990 profesorem nadzwyczajnym.

## Praca
Po ukończeniu studiów, w 1957 rozpoczął pracę zawodową jako ekonomista w Zakładach Wytwórczych Lamp Elektronowych w Warszawie.
Po ukończeniu w Łodzi następnych studiów na UŁ, w 1965, związał się zawodowo z uczelnią, pracując jako asystent w Katedrze Ekonometrii na Wydziale Ekonomiczno-Socjologicznym UŁ. W latach 1967–1971 prowadząc jednocześnie zajęcia dydaktyczne odbył studia doktoranckie i w 1971 uzyskał stopień naukowy doktora.
W 1985 uzyskał habilitację, w 1986 docenturę, a w 1990 został mianowany profesorem nadzwyczajnym  w macierzystej uczelni.
W latach 1971–1986 jako doktor był adiunktem w Instytucie Ekonometrii i Statystyki UŁ, gdzie stworzył Pracownię Obliczeń Numerycznych, którą kierował do 1990. Był tam współorganizatorem Zakładu Badań Operacyjnych w Instytucie Ekonometrii i Statystyki UŁ i jego pierwszym kierownikiem. Był także współtwórcą kierunku cybernetyki ekonomicznej i informatyki, inicjatorem komputeryzacji nauczania przedmiotów ilościowych na Wydziale Ekonomiczno-Socjologicznym UŁ.

## Dorobek naukowy
Był promotorem 3 prac doktorskich i pod jego kierunkiem powstało 25 prac magisterskich.
Specjalizował się w zastosowaniu technik komputerowych w badaniach statystyczno-ekonometrycznych. Był znakomitym programistą, autorem ponad 200 programów i procedur dla komputerów  różnych rodzajów.
Prowadził badania nad modelami popytu (m.in. praca Ekonometryczne metody szacowania elastyczności popytu względem dochodu na podstawie badań budżetów gospodarstw domowych, 1972).
Opublikował cykl artykułów, poświęconych klasie liniowych modeli trendu z autokorelacją i z heteroskedastycznością składnika losowego. Wyniki tych badań przedstawione zostały m.in. w dwóch tomach monografii pt. Ekonometryczne modele rynku. Estymacja – Prognozy – Symulacje (red. W. Welfe, t. l – 1977, t. II – 1978) oraz w takich opracowaniach jak: Momenty odwrotności zmiennej losowej o uciętym rozkładzie normalnym (1974); Numerical Evaluation of the Officiency of Estimation Methods for the Models with Autocorrelaiion (1975); Po poprawce Yatesa dla małych prób (1977).
Pozostawił ponad 150 prac naukowych, głównie z dziedziny wnioskowania ekonometrycznego na podstawie modeli jednorównaniowych oraz badań operacyjnych.
Pod koniec życia zainteresował się teorią testów ekonometrycznych, weryfikujących postulowane założenia modelu ekonometrycznego. Wyniki tych badań zawierają m.in. prace: Jednorównaniowe modele ekonometryczne przy nieklasycznych założeniach (1985) oraz Testy ekonometryczne (1993).
Był sekretarzem naukowym resortowego programu badań podstawowych "Metody ilościowe i modele w naukach ekonomicznych i społecznych" (1976–1985), a następnie CPBP "Modelowanie ekonometryczne i prognozowanie procesów gospodarczych" (1986–1990).

## Uczestnictwo w pracach instytucji i towarzystw naukowych
- Od 1987 był członkiem Komitetu Statystyki i Ekonometrii Polskiej Akademii Nauk (PAN),
- Był członkiem Polskiego Towarzystwa Statystycznego, w latach 1988–1990 był prezesem OŁ PTS.
- Od 1980 był członkiem kolegium redakcyjnego i redaktorem działowym "Przeglądu Statystycznego".

## Odznaczenia i wyróżnienia
- Złoty Krzyż Zasługi (1990),
- Medal "UŁ w służbie społeczeństwa i nauki" (1987).
- Był wyróżniony wieloma nagrodami naukowymi: prezesa GUS, ministra, rektora UŁ.

## Miejsce spoczynku
Zmarł w wieku 53 lat, w pełni sił twórczych. Został pochowany na cmentarzu w Rudzie Pabianickiej.